# Move On Up
Move on up is een single van de Amerikaanse zanger Curtis Mayfield. Het werd in 1971 uitgebracht en is afkomstig van zijn debuutalbum Curtis. De titel geeft ondersteuning aan de Black Power beweging. Het originele nummer op het album duurt bijna 9 minuten. Het nummer kent daarbij een lang outro, dat in de singleversie werd weggelaten. Het nummer werd daardoor ingekort tot net geen drie minuten. De single werd niet uitgebracht in de Verenigde Staten, maar haalde wel de hitparade in het Verenigd Koninkrijk. Het noteerde tien weken met een hoogste plaats 12 aldaar. In Nederland werd het geen hit; België had nog geen officiële hitparade.

## Andere uitvoeringen
- In 1979 haalde de Amerikaanse muziekgroep Destination wel een hitje met Move on up. Het haalde de eerste plaats in de gespecialiseerde soullijst van Billboard. Buiten de Verenigde Staten is deze versie vrijwel onbekend.
- De Britse rockband The Jam speelde het nummer begin jaren 80 bij hun laatste tournees en nam ook een studioversie op. Nadat Paul Weller eind 1982 The Jam ophief nam hij het nummer mee naar de concerten van The Style Council en naar zijn solo-optredens.
- De Amerikaanse rapper en producer Kanye West samplede een deel van de blaaspartij in vertraagde vorm in zijn nummer Touch the Sky. Ook die versie haalde de Nederlandse en Belgische hitparades niet.
- De Nederlandse zangeres en percussioniste Gianna Tam nam het op voor haar soloalbum Latina Empire die in 2024 digitaal werd uitgebracht. Op dit grotendeels Engelstalige album staan moderne salsabewerkingen van soul- en danceclassics.

## NPO Radio 2 Top 2000
Zorg dat je dit sjabloon alleen aanroept op een pagina gekoppeld aan Wikidata, of geef zelf een Wikidata-ID mee (zie uitleg).